# عبد العال الحمامصي
عبد العال الحمامصي هو أديب وكاتب وروائي وقاص مصري.

## حياته
وُلد في مدينة أخميم بمحافظة سوهاج في الأول من يونيو عام 1932، وهو أحد مؤسسي اتحاد كتاب مصر، وتوفي في السابع من أغسطس عام 2009 عن عمر يناهز 77 عامًا بعد صراع طويل مع مرض السرطان.

## مسيرته المهنية
عمل عبد العال الحمامصي فور وصوله إلى القاهرة قادمًا من مدينة أخميم بمحافظة سوهاج في صعيد مصر في مجال الإنتاج السينمائى مع المنتج عدلى المولد، ثم دخل إلى عالم الصحافة والأدب فكتب بعدد من الصحف والمجلات المصرية، وعمل كاتبا ومشرفا على القسم الثقافى بمجلة الصباح، ومجلة العالم العربي، ومجلة الهلال، ومجلة الزهور، ومجلة القصة، ثم شغل منصب رئيس تحرير سلسلة «إشراقات أدبية» التي تصدر عن الهيئة المصرية العامة للكتاب.
شارك عبد العال الحمامصي في تأسيس اتحاد كتاب مصر في عام 1976 مع الأديبين الراحلين يوسف السباعى وثروت أباظة، وبقي عضوًا مؤسسًا بمجلس إدارة الاتحاد، ثم تدرج في المناصب حتى وصل إلى منصب سكرتير عام الاتحاد عام 2003، كما كان عضوًا بمجلس إدارة نادى القصة المصري وسكرتيرًا عامًا به، وعضوًا بمجلس إدارة جمعية الأدباء المصريين، وعضوًا بلجنتى القصة والكتاب الأول بالمجلس الأعلى للثقافة، وعضوًا بالمجلس القومى للثقافة والفنون والآداب.

## مؤلفاته
ألف عبد العال الحمامصي العديد من المؤلفات التي تنوعت ما بين الأعمال الروائية، والقصصية، والدراسات النقدية، والأعمال الفكرية، والحوارية، ومنها:
- للكتاكيت أجنحة: صدرت عام 1967 عن دار الكاتب العربي للطباعة والنشر بالقاهرة.[4]
- أحاديث حول الأدب والفن والثقافة: صدر1988 عن دار المعارف للنشر والتوزيع بالقاهرة.[5]
- أقلام في موكب التنوير: صدرت عام 1996 عن الهيئة المصرية العامة للكتاب بالقاهرة ضمن مشروع مكتبة الأسرة.[6]
- بئر الاحباش: صدرت عام .[7]
- أفكار لأمتي: صدرت عام 1999 عن الهيئة المصرية العامة للكتاب بالقاهرة ضمن مشروع مكتبة الأسرة.[8]
- هذا الصوت وآخرون: صدرت عام 2001 عن الهيئة المصرية العامة للكتاب بالقاهرة.[9]
- البوصيرى.. المادح الأعظم للرسول: صدر عام 1993 عن مؤسسة الريان للطباعة والنشر والتوزيع بالقاهرة.[10]
- القرآن معجزة كل العصور
- راحلون في وجدانى
- هكذا تكلم نجيب محفوظ (محاورات): صدر عام 2006 عن الهيئة العامة لقصور الثقافة بالقاهرة.[11]
- يوحنا الأمريكي يبشر في الحانة (مجموعة قصصية): صدرت عام 2006 عن دار نفرو للنشر والتوزيع بالقاهرة.[12]

## الجوائز
حظي عبد العال الحمامصي بتكريم العديد من الجهات المصرية والعربية، وحصل على العديد من الجوائز الأدبية، ومن أهمها:
- جائزة الدولة التشجيعية في الآداب من المجلس الأعلى للثقافة عام 1981.
- وسام العلوم والفنون من الطبقة الأولى عامى 1982، و1993.
- جائزة الدولة للتفوق في الآداب عام 2003.

## وفاته
توفى عبد العال الحمامصي في يوم الجمعة السابع من شهر أغسطس عام 2009، والموافق للسادس عشر من شهر شعبان عام 1430 عن عمر يناهز 77 عامًا بعد صراع طويل مع مرض السرطان.